# Polibutileno succinato (PBS)
O polibutileno succinato (PBS) é um poliéster cristalino com uma temperatura de fusão superior a 100°C, sendo importante para aplicações que exigem uma gama de temperaturas elevadas. Este polímero pode ser utilizados até temperaturas de 200°C. No entanto, a estas temperaturas, é crucial que o tempo de exposição seja baixo para não afetar as suas propriedades, devido por exemplo a quebras na cadeia do polímero e subsequente aumento de fluidez .

Estrutura quimica do polibutileno succinato

O PBS é um polímero originado pela policondensação do ácido succínico (BBSA) e do 1,4-butanodiol (BDO). Pode eventualmente ser conjugado com outros polímeros de forma a melhorar algumas das suas propriedades, como é o caso do PBS-poliláctic acid (PLA), que aumenta a ductilidade do polímero, ou PBS-nanotubos de carbono, que aumenta a sua condutividade. 
No passado, o PBS era derivado exclusivamente de hidrocarbonetos fósseis, mas, atualmente, pode ser sintetizado através de moléculas com origem biológica e através de processos que recorrem a catalisadores biológicos, sendo neste caso considerado um bioplástico.
O ácido succínico (BBSA) é um monómero com uma ampla gama de aplicações, em produtos de higiene pessoal e aditivos alimentares, bio poliésteres e poliuretanos, resinas e revestimentos. O 1,4 butanodiol (BDO), o segundo monómero do PBS, também apresenta uma vasta aplicabilidade, como por exemplo, em fibras elásticas utilizadas na indústria das embalagens, têxtil e desportiva. Ambos os monómeros podem ser produzidos através de matérias primas renováveis [1] e podem ser obtidos através do metabolismo microbiano. No ciclo de Krebs, um dos produtos formados é o ácido sucínico (BBSA) e, esta molécula, é também precursora da síntese de 1,4-butanodiol. O 1,4-butanodiol não é naturalmente sintetizado. Apenas recorrendo a engenharia genética é possível sintetizar este produto .  
O PBS pode ser polimerizado de várias formas, sendo que a mais utilizada é através de transesterificação, utilizando um catalisador químico ou biológico. A transesterificação consiste numa reação química entre um grupo éster e um grupo álcool, da qual resultam um novo grupo éster e um novo grupo álcool. Este tipo de reação está na base da síntese de diversos polímeros e, acoplada com a policondensação, é o método pioneiro na produção de PBS.

## Transesterificação
O PBS é sintetizado através da fusão de dimetil succinato e 1,4-butanodiol e com a presença de, por exemplo, titânio. Esta forma de síntese é dividida em duas etapas sendo que na primeira ocorre a transesterificação que tem de ser realizada na ausência de oxigénio para não oxidar os produtos e a temperaturas elevadas (150 a 190°C). Posteriormente, é feita uma destilação para retirar a água do sistema. A segunda etapa, policondensação, é realizada, em vácuo, a uma temperatura mais elevada para remover um co-produto criado, butanodiol, e polimerizar os oligómeros .

## Transesterificação utilizando um catalisador biológico
A síntese biológica deste polímero recorre a um processo no qual é utilizado um biocatalisador, Lipase B, isolado da levedura Candida antarctica. Nesta reação é utilizada uma mistura contendo succinato de dietil, 1,4-butanodiol e a lipase B. Neste bioprocesso, a mistura de reação não tem que ser aquecida a valores tão elevados como na transesterificação em que o catalisador é químico, sendo utilizadas temperaturas entre os 60 e os 90°C. Ao longo da reação a temperatura vai variando, evitando, deste modo, que ocorra precipitação dos oligómeros e, assim, a reação continua monofásica. Esta variação de temperaturas aumenta o tamanho do polímero .  

## Vantagens do PBS
O PBS possui várias vantagens, quando comparado com outros bioplásticos. Possui uma maior flexibilidade e uma maior resistência ao calor. Pode ser conjugado com outros polímeros, de modo a aumentar o desempenho do material, bem como com fibras naturais. Reduz a pegada ecológica, uma vez que utiliza fontes de carbono renováveis, e é biodegradável em condições industriais .

## Aplicações
Como a maioria dos bioplásticos, o PBS destina-se, maioritariamente, para a produção de materiais descartáveis, tais como embalagens de alimentos, produtos de higiene, redes de pesca, vasos de plantas, etc. Uma das empresas que utiliza este bioplástico para a produção de materiais é a PTT MCC Biochem. Utiliza o PBS para o fabrico de cápsulas de café, copos e talheres descartáveis e fibras sintéticas sendo que todos eles são totalmente biodegradáveis e compostáveis . 